# Lepthyphantes biseriatus
Lepthyphantes biseriatus är en spindelart som beskrevs av Simon och Fage 1922. Lepthyphantes biseriatus ingår i släktet Lepthyphantes och familjen täckvävarspindlar.
Artens utbredningsområde är Kenya. Utöver nominatformen finns också underarten L. b. infans.